# Шустов, Смарагд Логинович
Смарагд Логинович Шустов  (20 января 1789 — 29 апреля 1870, Петербург) — русский архитектор, представитель позднего классицизма.

## Биография
С. Л. Шустов родился в 1789 году в Санкт-Петербурге, в семье обедневшего обер-офицера. В 1810 году окончил Академию художеств. Работал помощником архитектора в Канцелярии петербургского военного генерал-губернатора. В 1822 году становится архитектором придворного Конюшенного ведомства. По его проекту строятся каменные конюшни на Эрмитажном дворе, им реализуется с небольшими изменениями проект В. П. Стасова при строительстве Императорских Дежурных конюшен в Царском Селе.
В 1827—1835 годах работает архитектором в ведомстве Дирекции петербургских императорских театров, построив театр у Чернышева моста и деревянный театр на Каменном острове (1827; перестроен А. К. Кавосом в 1844 г.).
В 1836 году был вынужден выйти в отставку и занимался поручениями министра Высочайшего двора, ремонтируя театры, дворцы и др. здания, принадлежащие дворцовому ведомству. В 1839 году становится членом II-го ученого отделения Императорского вольно-экономического общества. В 1853 году был избран в почётные вольные общники Академии художеств.
Шустов также занимался частным строительством: дом Беклемишева на Бассейной ул., две дачи князя Гагарина на Каменном острове, дача князя В. В. Долгорукова (1831-32, наб. М. Невки, 7, перестроенная А. И. Штакеншнейдером в 1840-х гг. для принца П. Г. Ольденбургского) и несколько других дач.
Им было построено несколько деревянных церквей: в имении Кусовой (у границы с Финляндией), в селе Посадников Остров, в селе Пчеве и в Шлиссельбургском уезде.
В возрасте 48 лет С.Л. Шустов женился во второй раз. Женой его стала 42-летняя вдова-купчиха Анна Максимовна Гринева. Венчание состоялось 23 октября 1838 года в Екатерининской церкви на Васильевском острове.
Смарагд Логинович Шустов умер в нищете 17 (29) апреля 1870 .